# 사이공 노트르담 성당
사이공 노트르담 성당(베트남어: Vương cung thánh đường Chính tòa Đức Bà Sài Gòn or Nhà thờ Đức Bà Sài Gòn, 프랑스어: Basilique-Cathédrale Notre-Dame de Saigon)은 베트남 호치민시 1군에 있는 가톨릭의 대주교 대성당이다. 현재 대주교는 Ho Van Xuan (호 반 쑤언)이다. 성모 마리아 대성당이라고도 불린다. 사이공이 프랑스의 식민지였던 1863년부터 1880년에 걸쳐 건설되었다.
1962년에 대성당이 되었다. 이 성당의 토대는 성당 무게의 10배를 견딜 수 있도록 설계되었다.

## 개요
프랑스 식민지 시대에 건설된 네오고딕 양식의 교회이다. 천주교도가 많은 베트남에서는 휴일 미사가 되면 많은 경건한 시민들로 북적이고, 들어가지 못한 신자가 건물 정면의 광장에 넘쳐나는 정도이다. 그 건물의 장엄함에서 평소에는 관광지로도 인기가 높다.

2017년 중반부터 성당 보수 공사가 진행 중이다. 2019년말 완공 예정이었으나, 완벽한 보수를 위해 예정보다 공사기간이 늘어나고 있다. 보수공사는 총 3군데이며, 지붕, 실내장식 그리고 2개의 종루이다. 특히 지붕을 덮고 있는 약 5천개의 기와는 축성 당시 사용했던 마르세유 타일을 그대로 재현하여 사용하는 난이도 높은 공사이다.

## 지리
성당과 그 주변 200m 정도의 도로는 과거에 파리 코뮌 거리라고 불리었고, 근처에 사이공 중앙 우체국도 대로에 접하고 있다. 또한 사이공의 샹젤리제라고 불리는 동커이 거리가 이곳에서 시작하며, 중앙우체국, 통일궁과 더불어 시내 관광의 중심지이다.

## 같이 보기
- 호찌민시
- 성요셉 성당 (하노이)